# 29328 Hanshintigers
29328 Hanshintigers è un asteroide della fascia principale. Scoperto nel 1994, presenta un'orbita caratterizzata da un semiasse maggiore pari a 2,3019797 UA e da un'eccentricità di 0,1929469, inclinata di 3,46792° rispetto all'eclittica.
L'asteroide è dedicato alla squadra giapponese di baseball degli Hanshin Tigers.